# Walther Hermann Nernst
Walther Hermann Nernst (25. červen 1864 – 18. listopad 1941) byl německý chemik, který je známý díky Nernstově rovnici a svému příspěvku ke třetímu zákonu termodynamiky. Za svou práci v oblasti termochemie obdržel v roce 1920 Nobelovu cenu. Nernst svou prací pomohl založit moderní fyzikální chemii a přispěl do oblastí elektrochemie, termodynamiky a fotochemie.

## Život
Narodil se v Briesenu v západním Prusku (nyní Wąbrzeźno v Polsku) německému otci a polské matce. Studoval fyziku a matematiku na univerzitách v Zurichu, Berlíně and Štýrském Hradci. Nějaký čas pracoval v Lipsku. Poté založil Institut fyzikální chemie a elektrochemie v Göttingenu. V roce 1897 vynalezl Nernstovu lampu. Zkoumal osmotický tlak a elektrochemii. V roce 1905 vytvořil základy teorie, která se později stala známá jako třetí zákon termodynamiky.
V roce 1920 obdržel Nobelovu cenu za chemii za svou práci v oblasti termochemie. Od roku 1924 do roku 1933 byl ředitelem Institutu fyzikální chemie v Berlíně. I poté pokračoval v práci v oblasti elektroakustiky a astrofyziky.
V roce 1930 vytvořil ve spolupráci s firmami Bechstein and Siemens elektrický klavír.
Zemřel v roce 1941 a je pochován Göttingenu, poblíž hrobu Maxe Plancka.